# Paktika

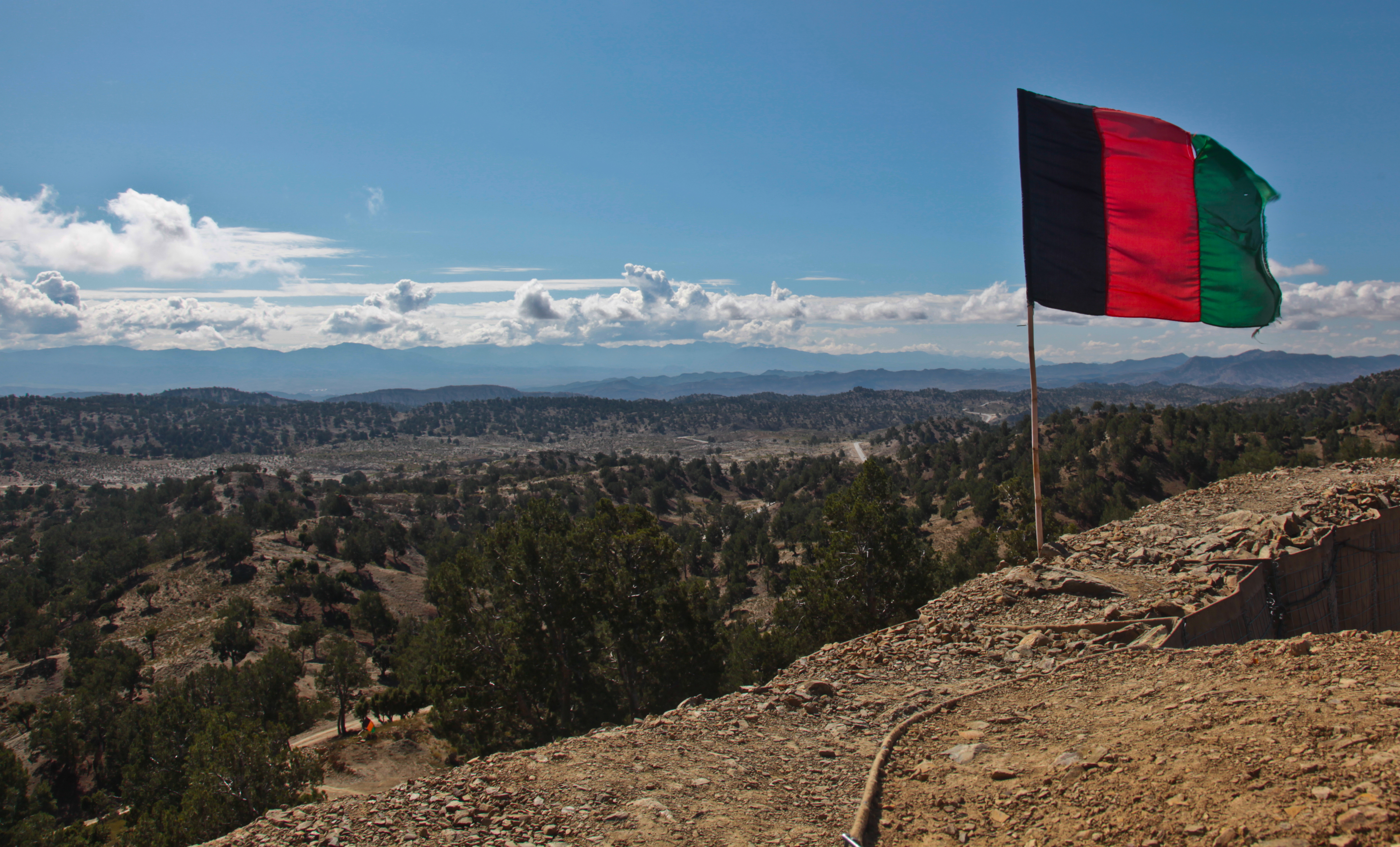
Blick über die Provinz Paktika

Paktika (Dari und paschtunisch پکتیکا) ist eine von 34 Provinzen (velayat) Afghanistans.

## Geographie
Paktika liegt im Südosten Afghanistans. Nachbarprovinzen sind Zabul, Ghazni, Paktia und Chost (im Uhrzeigersinn, beginnend im Südwesten). Im Osten und Süden grenzt Paktika an Pakistans Regionen Nord- und Süd-Wasiristan. Hauptstadt Paktikas ist Sharan, im Norden der Provinz, mit etwa 5.100 Einwohnern. Etwa die Hälfte Paktikas ist Bergland.

## Verwaltungsgliederung
Paktika teilt sich in 19 Distrikte auf:
| Distrikt                  | Anzahl Männer | Anzahl Frauen | Gesamt- bevölk. |
| ------------------------- | ------------- | ------------- | --------------- |
| Barmal                    | 017.400       | 016.400       | 033.800         |
| Dila (Dila Wa Khushamand) | 012.600       | 011.900       | 024.500         |
| Gayan (Giyan)             | 017.400       | 016.500       | 033.900         |
| Gomal                     | 03.900        | 03.700        | 07.600          |
| Jani Khelo                | 012.000       | 011.300       | 023.300         |
| Mata Khan                 | 012.400       | 011.800       | 024.200         |
| Nika                      | 06.300        | 05.800        | 012.100         |
| Omna                      | 06.100        | 05.700        | 011.800         |
| Sar Hawza (Sar Rawza)     | 011.500       | 011.000       | 022.500         |
| Sarobi (Surubi)           | 06.200        | 05.900        | 012.100         |
| Sharan (Paktika Center)   | 024.900       | 023.700       | 048.600         |
| Turwo                     | 01.000        | 01.000        | 02.000          |
| Urgun (Urgoon)            | 027.500       | 026.200       | 053.700         |
| Waza Khwa (Wazakhwah)     | 011.500       | 011.000       | 022.500         |
| Wor Mamay (Wormamay)      | 01.700        | 01.700        | 03.400          |
| Yaha Khel                 | 08.700        | 08.200        | 016.900         |
| Yosuf Khel                | 06.700        | 06.400        | 013.100         |
| Zarghun Shahr             | 014.900       | 014.200       | 029.100         |
| Ziruk                     |               | 043.190       |                 |
| Gesamt                    | 212.300       | 201.500       | 413.800         |

## Einwohner
Paktika hat 802.860 Einwohner (Stand 2022). 99 % der Bevölkerung lebt im ländlichen Raum. 51 % sind Männer, 49 % Frauen. 96 % spricht als Muttersprache Paschtu. In fünf Dörfern mit 15.000 Einwohnern spricht man Usbekisch, in vier weiteren Dörfern mit insgesamt 5000 Einwohnern werden weitere Sprachen gesprochen. Außerdem gibt es Kutschis, eine nomadische Bevölkerung, deren Zahl in der Provinz je nach Jahreszeit schwankt. Im Winter leben 51.074 Kutschis in Paktika, im Sommer nur noch 6117. Die Mehrheit der einheimischen Bevölkerung sind Sunniten.

## Geschichte
Paktika war in früheren Zeiten ein Teil der größeren Provinz Paktia, welche die heutigen Provinzen Paktika, Paktia und Chost umfasste. Noch heute wird dieses Gebiet mit dem (inoffiziellen) Namen  Loya Paktia bezeichnet. Zur Zeit der sowjetischen Besatzung und der nachfolgenden Zeit der Bürgerkriege war dieses Gebiet schwer umkämpft.
Am 27. März 2011 sprengte sich ein Selbstmordattentäter in Paktika in die Luft. Er attackierte mit einem Auto das Gebäude einer Baufirma und zündete dann die Sprengsätze. Es gab 15 Tote.
Am 1. Mai 2011 sprengte sich ein Zwölfjähriger auf einem Marktplatz selbst und tötete vier Menschen. Er galt als einer der jüngsten Attentäter in Afghanistan.
Am 22. Juni 2022 wurde die Provinz von einem verheerenden Erdbeben getroffen bei dem über Tausend Menschen ums Leben kamen.

## Politik und Wirtschaft
Bedingt durch die abgelegene Lage der Provinz an der Grenze zu Pakistan sowie die langen Zeiten des Bürgerkrieges, gibt es in Paktika einen erheblichen Mangel an Infrastrukturen. Verglichen mit anderen afghanischen Regionen, wie zum Beispiel Zabul und Chost, machte der Wiederaufbau nach dem Fall der Taliban in Paktika bislang nur langsame Fortschritte. Dies wird ebenfalls auf die abgelegene Lage der Provinz, aber auch auf wiederholte Anschläge auf Aufbauhelfer zurückgeführt. Der derzeitige Gouverneur der Provinz ist seit April 2010 Mohibullah Samim. Im Jahre 2006 wurde Muhammad Ali Jalali, einer seiner Vorgänger, zum Opfer eines Anschlages der Taliban, während er sich in der Provinz Ghazni aufhielt.
2008 hatten nur 85 % der Einwohner Paktikas Trinkwasser in ihrem Heimatort, 6 % der Haushalte verfügen über Elektrizität, meist von hauseigenen Generatoren. Nur 33 % der Straßen sind ganzjährig für Autos befahrbar.
65 % der Haushalte in der Provinz leben von der Landwirtschaft, wobei 66 % der Haushalte auf dem Land über eigenes Land verfügen. 39 % halten Nutztiere. Durch Handel und Dienstleistungen verdienen 5 % der Haushalte ein Einkommen, 1 % durch Handwerk (Teppich- und Schmuckherstellung) und 1 % produziert Opium.